# SS Aden
El SS Aden fue un carguero de P&O construido en Inglaterra en 1892. Naufragó en el océano Índico en 1897, con la pérdida de 78 vidas. Fue el segundo de los tres buques de vapor de P&O bautizados con el nombre de la colonia británica de Adén. El primero fue botado en 1856 con el nombre de Delta, completado como Aden y desguazado en 1875. El tercero fue botado en 1946 con el nombre de Somerset, rebautizado Aden en 1954 y desguazado en 1967.

## Hundimiento
El 8 de abril de 1897, el Aden salió de Yokohama con un cargamento de té, seda y estaño. Hizo escala en puertos de China y las colonias del Estrecho, y en Colombo, en Ceilán, donde repostó. Llevó 472 toneladas de carbón en sus búnkeres y otras 75 toneladas en cubierta. Salió de Colombo el 2 de junio. Su capitán, REL Hill, había estado en P&O durante 17 años y había tenido su certificado de maestro durante 12. La tripulación del Aden tenía 83 miembros. Llevaba 34 pasajeros, de los cuales 14 eran niños.

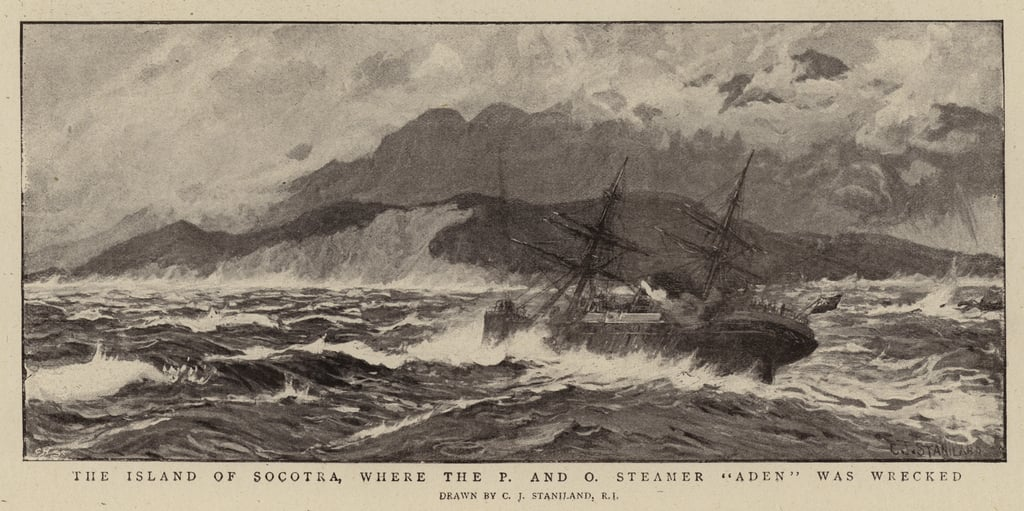
La isla de Socotra donde naufragó el vapor Aden, por CJ Staniland, publicado en The Graphic, julio de 1897.

El 8 de junio, el Aden redujo la velocidad, mientras un grupo de trabajo transfirió carbón desde su cubierta a sus búnkeres, que para entonces estaban parcialmente agotados. Aproximadamente a las 02.50 horas de la mañana del 9 de junio, el Aden chocó contra rocas a aproximadamente 1 milla (1,6 km) al sureste de Ras Radressa en Socotra, una isla en el Mar Arábigo cerca de la desembocadura del Golfo de Adén.
Su sala de máquinas se inundó rápidamente, lo que provocó que las luces eléctricas de todo el barco fallaran en cuestión de minutos. Las olas rompieron por el lado de babor del barco y, a su debido tiempo, arrasaron los tres barcos de ese lado. El capitán Hill ordenó que los barcos de estribor estuvieran preparados para ser arriados con las primeras luces del día.

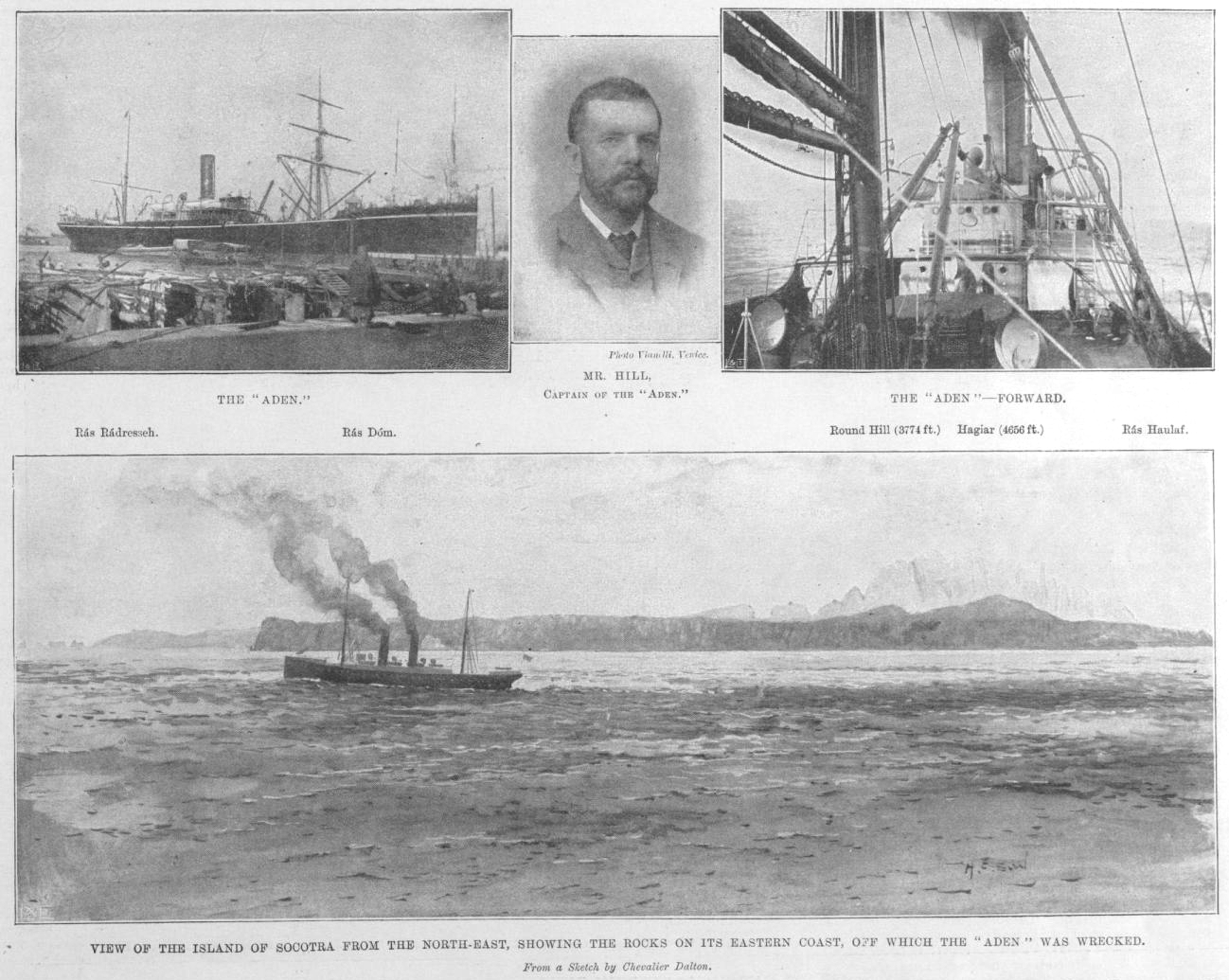
Montaje de imágenes en The Illustrated London News, 10 de julio de 1897, incluido un retrato del Capitán Hill.

Al amanecer, se arrió el bote de popa de estribor con tres hombres en él, pero una ola lo golpeó y provocó que el bote se quedara a la deriva. El primer oficial, el señor Carden, cogió un sedal y saltó por la borda para intentar atarlo al barco. Ni él ni el barco fueron vistos nuevamente. Se arrió el segundo barco de estribor, un cúter. Partió, comandado por el segundo oficial, el Sr. Miller, para encontrar al primer oficial y al bote salvavidas de popa. Pero el mar se llevó el cúter y tampoco volvió a ser visto.
Se arrió el tercer barco de estribor, comandado por el tercer oficial, el señor Manning. Una gran ola rompió sobre el barco y arrasó con una de las cataratas, arrojando a todos fuera del barco al mar. Todos los ocupantes fueron rescatados y el tercer barco fue recuperado y rescatado. El barco fue arriado por segunda vez, nuevamente comandado por el tercer oficial Manning. Se llevó consigo al cuarto oficial, el señor Hurlstone; los ingenieros jefe y segundo; cirujano del barco; carpintero de barco; cabrestante; marineros de primera europeos; y 17 mujeres y niños entre los pasajeros. El barco se alejó y no se le volvió a ver.
Después de que los tres barcos de estribor abandonaron el barco, permanecieron a bordo del Aden el capitán Hill, los ingenieros tercero y cuarto, 17 pasajeros y 33 de los lascar. Aproximadamente a las 09.00 horas, una ola rompió sobre el barco, arrastrando al capitán Hill y a uno de los pasajeros por la cubierta, y rompiéndole una pierna. El pasajero y el tercer maquinista ayudaron a Hill a regresar a un lugar de refugio. Poco después, otra ola arrastró al Capitán Hill por la borda y no se le volvió a ver. Durante el primer día, ocho de los pasajeros también fueron arrastrados por la borda y se perdieron. El tercer ingeniero , el Sr. White, se dislocó el hombro al intentar salvar al Capitán Hill. Una ola derribó al cuarto ingeniero, el señor Kelt, en un callejón, dejándolo inconsciente durante varias horas.
Los supervivientes a bordo del Aden encontraron refugio; marineros indios en el castillo de proa y en popa; y los oficiales y pasajeros en dos salones. Allí sobrevivieron durante las siguientes dos semanas y media, buscando agua potable y comida en aquellas partes del barco a las que podían llegar con seguridad.
Dos barcos pasaron junto a los restos del naufragio sin darse cuenta de que todavía había supervivientes a bordo. El Logician de Harrison Line pasó a 4 km (2 millas náuticas) el 13 de junio. Su Maestro registró en su cuaderno de bitácora que las olas rompían sobre los restos del naufragio y que no había señales de nadie con vida. El Volute de M Samuel & Co avistó los restos del naufragio el 17 de junio y se acercó a 1 milla náutica (2 km) para investigar. Su Maestro pensó que no era seguro acercar su barco, pero se mantuvo alejado durante dos o tres horas buscando señales de vida a bordo del Aden. Al no ver ninguno, el Volute reanudó su rumbo. Se afirma que Coromandel de P&O también avistó los restos del naufragio. Sin embargo, la junta de investigación descubrió que se encontraba a unas 100 millas náuticas (190 km) de distancia.

## Rescate y búsqueda

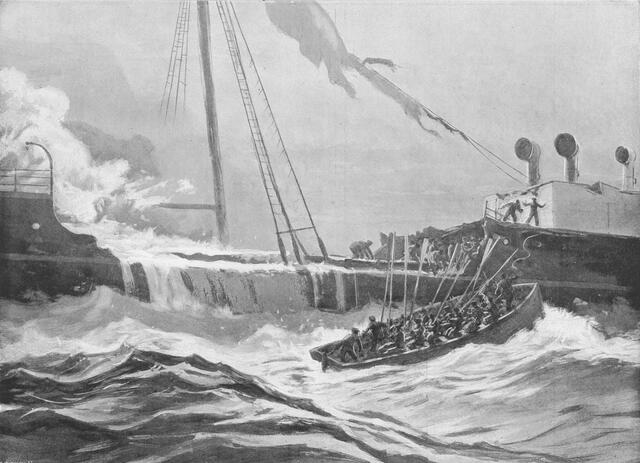
Un barco del Mayo rescatando a supervivientes del Aden. Ilustración de Joseph Nash Jr. para The Graphic.

El 20 de junio, P&O observó que el Aden estaba retrasado en Suez, pero consideró que el monzón podría haberlo retrasado. Al día siguiente, la compañía se preocupó de que todavía estuviera retrasado y el 22 de junio telegrafió a Bombay y al puerto de Adén, pidiendo que se enviaran barcos de vapor de ambos puertos a buscar el barco desaparecido. Entre ellos se encontraba el Mayo de 1.125 toneladas, propiedad del gobierno indio británico, que partió del puerto de Adén y el 26 de junio encontró los restos del naufragio frente a Socotra. Las condiciones del mar alrededor del naufragio eran peligrosas, pero un barco de Mayo hizo dos viajes al naufragio, rescatando a la mitad de los supervivientes en cada viaje. A cargo del barco estaban dos tenientes, Dobbin y Goldsmith. Dobbin había sobrevivido al naufragio del RIMS  Warren Hastings sólo cinco meses antes. El 29 de junio, Mayo desembarcó a los supervivientes en Adén.

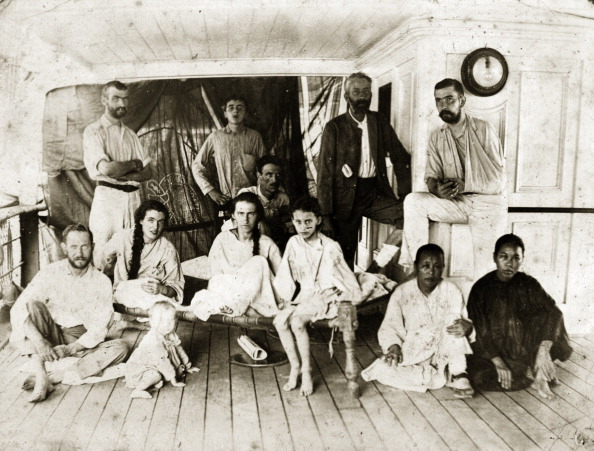
Algunos de los supervivientes de Aden a bordo del Mayo: de la revista Black & White, 24 de julio de 1897.

P&O envió otro de sus barcos, el Rohilla, desde el puerto de Adén para buscar a los ocupantes de los barcos desaparecidos. Desembarcó un grupo en Socotra, que no encontró rastros de las personas ni de los barcos desaparecidos. Luego desembarcó un grupo en las islas Kuria Muria, a 320 millas náuticas (590 km) al noreste de Socotra, pero tampoco encontró rastros allí.
La pérdida del Aden mató a un total de 78 personas: 25 pasajeros, 20 oficiales y soldados europeos y 33 marineros indios "lascars". Mayo rescató a 46 supervivientes: nueve pasajeros, tres tripulantes europeos y 33 láseres. El 3 de julio, los supervivientes abandonaron el puerto de Adén a bordo del buque India de P&O.

## Investigación
La Junta de Comercio inglesa ordenó que se celebrara un tribunal de investigación para tratar de determinar por qué el Aden se desvió del rumbo y encalló. El tribunal escuchó que la mayoría de los capitanes de P&O, y también capitanes al servicio de otras compañías navieras, habían solicitado al gerente de P&O que se construyera un faro en el extremo este de Socotra, con una luz visible desde una distancia de 25 millas náuticas. millas (46 kilómetros). Sin embargo, el abogado de la Junta de Comercio afirmó que sólo tres barcos habían naufragado en Socotra en los 25 años anteriores. El Tribunal de Instrucción se negó a expresar una opinión sobre el asunto, basándose en las pruebas que tenía ante sí. El Tribunal también concluyó que no había pruebas suficientes para determinar si la reducción de la velocidad mientras se transfería carbón desde la cubierta a los búnkeres contribuyó a la pérdida del barco.